# Стоукс (окръг, Северна Каролина)
Окръг Стоукс (на английски: Stokes County) е окръг в щата Северна Каролина, Съединени американски щати. Площта му е 1181 km², а населението – 46 097 души (2016). Административен център е град Данбъри.